# Pau Morer Vicente
Pau Morer Vicente (Blanes, España, 11 de octubre de 1995) es un futbolista español. Juega de mediocampista y su equipo actual es el FK Žalgiris de la A Lyga, máxima categoría.

## Clubes
| Club       | País     | Año           | PJ | Goles |
| ---------- | -------- | ------------- | -- | ----- |
| Sandefjord | Noruega  | 2015-2018     | 77 | 11    |
| Žalgiris   | Lituania | 2019-presente | 24 | 7     |